# Warnakulasurya Wadumestrige Devasritha Valence Mendis
Warnakulasurya Wadumestrige Devasritha Valence Mendis (Koralawella, Moratuwa, 21 de maio de 1958) é um clérigo do Sri Lanka e nomeado bispo católico romano de Kandy.
Estudou em sua terra natal e na Pontifícia Universidade Urbaniana de Roma. Foi ordenado sacerdote em 20 de julho de 1985. Ele então trabalhou por quatro anos como sacerdote Fidei Donum na diocese de Kandy. Durante este tempo ele obteve um mestrado em estudos religiosos da universidade lá. A partir de 1989, Mendis ensinou no seminário em Kandy. Ele também foi decano de filosofia, chefe do novo filosofa e, finalmente, diretor do seminário. Mendis também atuou como chefe da Comissão Episcopal para o Diálogo Inter-religioso.
Em 17 de janeiro de 2005, o Papa João Paulo II o nomeou Bispo Coadjutor de Chilaw. O bispo de Chilaw, Frank Marcus Fernando, o consagrou bispo em 2 de abril do mesmo ano. Os co-consagradores foram o arcebispo de Colombo Oswald Gomis e o bispo de Trincomalee-Batticaloa Joseph Kingsley Swampillai. Com a renúncia relacionada à idade de Frank Marcus Fernando em 19 de outubro de 2006, ele o sucedeu como bispo de Chilaw.
O Papa Francisco o nomeou Bispo de Kandy em 9 de outubro de 2021.